# DJ Lethal
Leor Dimant (lettisk: Leors Dimants; født 18. december 1972 i Riga, Lettiske SSR), bedre kendt som DJ Lethal, er en turntablist og pladeproducer. Han er bedst kendt som medlem af bandet Limp Bizkit, og var tidligere medlem af det irsk-amerikansk-inspirerede hiphopband House of Pain. På det seneste er DJ Lethal hovedproducer for hiphopgruppen La Coka Nostra, en gruppe som blandt andre inkluderer tidligere House of Pain medlemmer Everlast og Danny Boy.

## Diskografi
- Everlast – Forever Everlasting (1990)
- Funkdoobiest – Which Doobie U B? (1993)
- Sugar Ray – Lemonade and Brownies (1995)
- Funkdoobiest – Brothas Doobie (1995)
- Sepultura – Roots (1996)
- Biohazard – Mata Leão (1996)
- Tura Satana (aka Manhole) – All Is Not Well (1996)
- Soulfly – Soulfly (1998)
- Videodrone – Videodrone (1999)
- Powerman 5000 – Tonight the Stars Revolt! – Good Times Roll (1999)
- Coal Chamber – Chamber Music (1999)
- Dope – Felons and Revolutionaries (1999)
- Rob Zombie – American Made Music to Strip By (1999)
- Run-DMC – Crown Royal (2001)
- Kurupt – Space Boogie: Smoke Oddessey (2001)
- Rob Zombie – The Sinister Urge (2001)
- Dope – Life (2001)
- Professional Murder Music – Professional Murder Music (2001)[2]
- Shihad – Pacifier (2002)
- Slaine – The White Man Is the Devil Vol 1 (2005)
- Street Drum Corps – Street Drum Corps (2006)
- DMC – Checks Thugs and Rock n Roll (2006)
- Dead Celebrity Status – Blood Music (2006)
- Jamie Kennedy & Stu Stone – Blowin' Up (Theme music) (2006)
- Main Flow – The Flowfessionals (2006)
- Evanescence – The Open Door (2006)
- Ill Bill – Ill Bill Is the Future Vol. II: I'm a Goon! (2006)
- Street Drum Corps – We Are Machines (2008)
- Ill Bill – The Hour of Reprisal (2008)
- Adil Omar – The Mushroom Cloud Effect (2012)
- Vinnie Paz – God of the Serengeti (2012)
- La Coka Nostra – To Thine Own Self Be True (2016)